# ویموکس (میشیگان)
ویموکس، میشیگان (به انگلیسی: Wixom, Michigan) یک شهر در ایالات متحده آمریکا با جمعیت ۱۳٬۴۹۸ نفر است که در میشیگان واقع شده‌است.